# General Electric J31

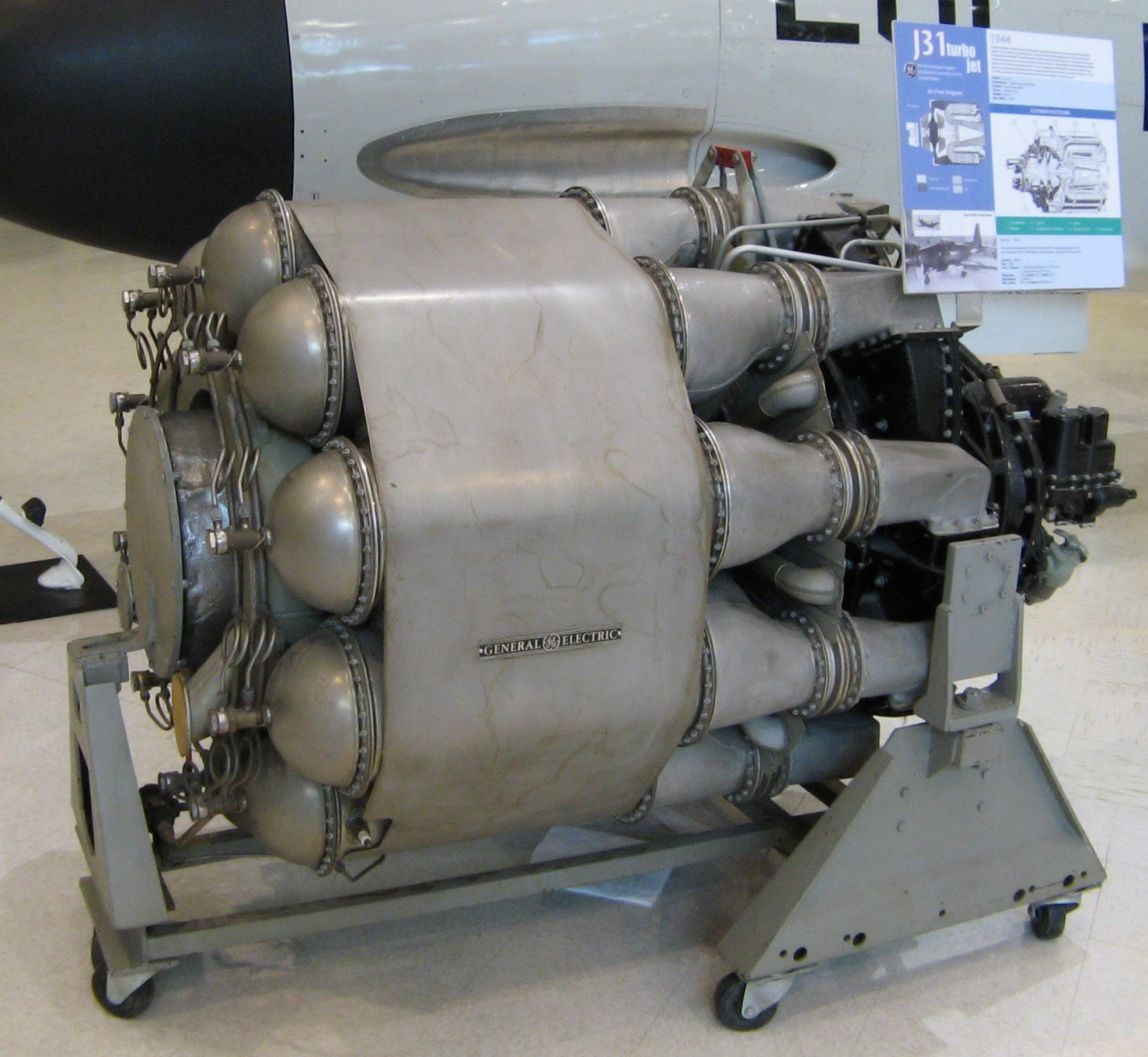
General Electric J31 im Naval Aviation Museum, Pensacola (Florida)

Das General Electric J31 war ein Turbojet-Triebwerk, das ab 1941 vom US-amerikanischen Unternehmen General Electric im Auftrag der US Army entwickelt wurde. 

## Geschichte

### I-A
Im Jahr 1941 erhielt General Electric von der US Army den Auftrag zur Entwicklung eines Strahltriebwerks, das auf dem bereits existierenden, in England entwickelten Triebwerk von Frank Whittle basieren sollte. Sechs Monate später, am 18. April 1942 war das General Electric I-A-Triebwerk das erste in den USA laufende Strahltriebwerk. Es lieferte einen Schub von 5,6 kN (1250 lbf) und war eine direkte Kopie des Whittle W.1X. Die Haltbarkeit war jedoch gering, sodass nach 10 bis 20 Stunden Laufzeit eine Generalüberholung notwendig war. Das I-A wurde zwar anfänglich in der Bell XP-59A verwendet, in der Serienausführung P-59A setzte man jedoch später das leistungsfähigere I-16 ein. 

### I-14
Im Herbst 1942 begannen die Arbeiten an der weiterentwickelten Version I-14 (1400 lb Schub), die ein neues Verdichtergehäuse, eine geänderte Luftführung, mit einer geringeren Anzahl, aber größeren Turbinenschaufeln, eine geänderte Brennkammerauskleidung und insgesamt verbesserte Werkstoffe erhielt. Die ersten Prüfstandsläufe fanden im Februar 1943 statt. 

### I-16/J31
Die Konstruktionsarbeiten an der auf der I-14 basierende I-16 begannen im Januar 1943. Das I-16 mit einem Schub von 1600 lb, das 1946 die Bezeichnung J31 erhielt, lief zum ersten Mal im April 1943. General Electric lieferte insgesamt 30 I-A und 241 I-16 an die Army und einige I-16 an die US Navy, die sie in der Ryan FR-1 einsetzte. Die meisten P-59A wurden von zwei J31-GE-3 mit jeweils 1650 lb Schub angetrieben, während einige der letzten Exemplare J31-GE-5 mit je 2000 lb erhielten.
Lediglich Prototypen wurden vom I-14, dem I-18 (1800 lbf Schub) und dem einen Schub von 2000 lbf liefernden I-20 (militärische Bezeichnung: J39) gebaut.

## Technische Daten

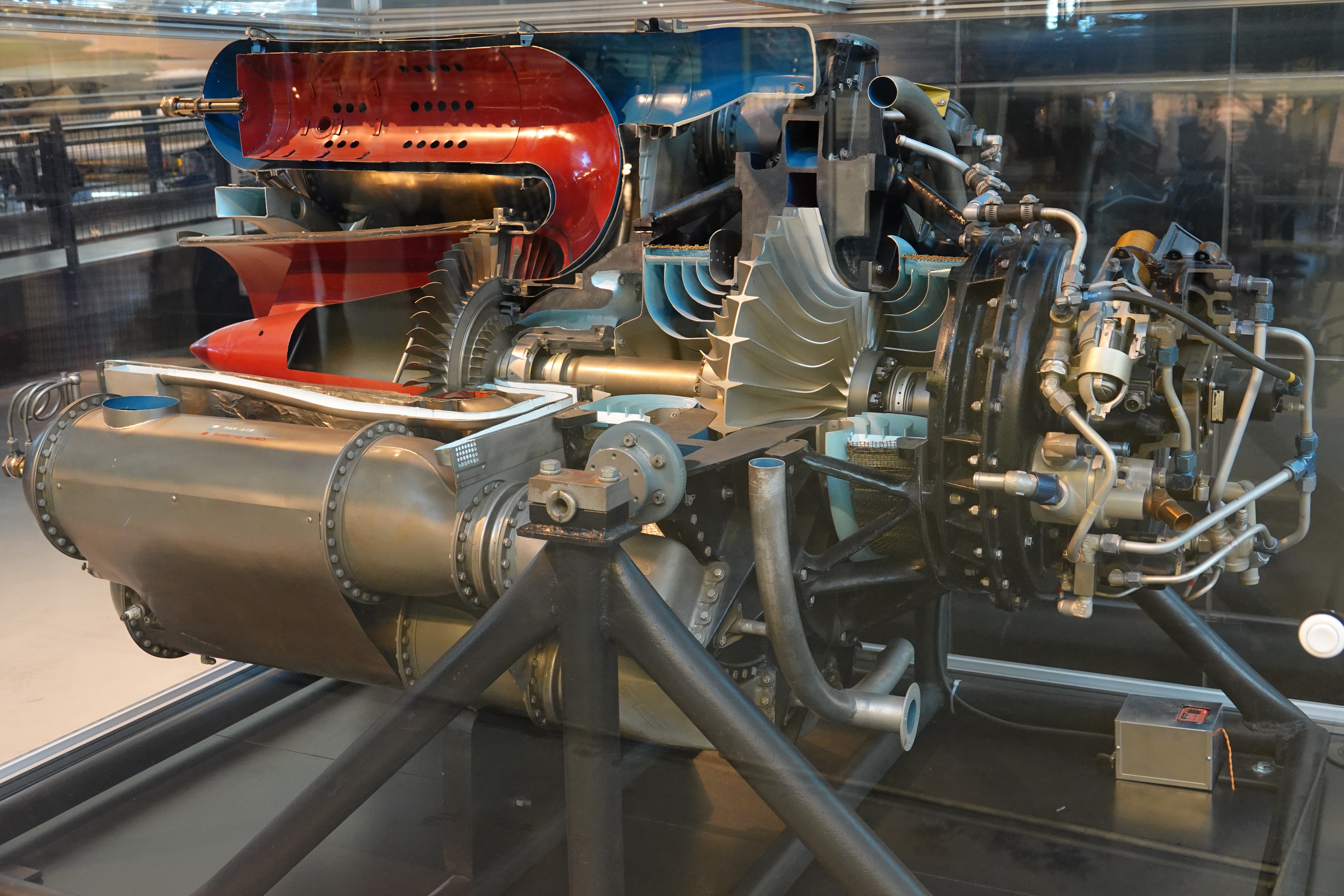
Schnittmodell J31

| Kenngröße                        | Daten J31-GE-1/GE-3                     | Daten J31-GE-5/GE-7                     |
| -------------------------------- | --------------------------------------- | --------------------------------------- |
| Verdichter                       | einstufig radial (zweiflutiges Laufrad) | einstufig radial (zweiflutiges Laufrad) |
| Turbine                          | einstufig axial                         | einstufig axial                         |
| Länge                            | 1,83 m                                  | 1,83 m                                  |
| Durchmesser                      | 1,054 m                                 | 1,054 m                                 |
| Masse                            | 864 lb (ca. 390 kg)                     | 864 lb (ca. 390 kg)                     |
| Schub                            | 7,16 kN (1610 lb)                       | 6,90 kN (1550 lb)                       |
| Spezifischer Treibstoffverbrauch | 136 kg/kN·h                             | 126 kg/kN·h                             |